# Erythrina breviflora
Erythrina breviflora är en ärtväxtart som beskrevs av Dc. Erythrina breviflora ingår i släktet Erythrina och familjen ärtväxter. Inga underarter finns listade i Catalogue of Life.